# Могикане

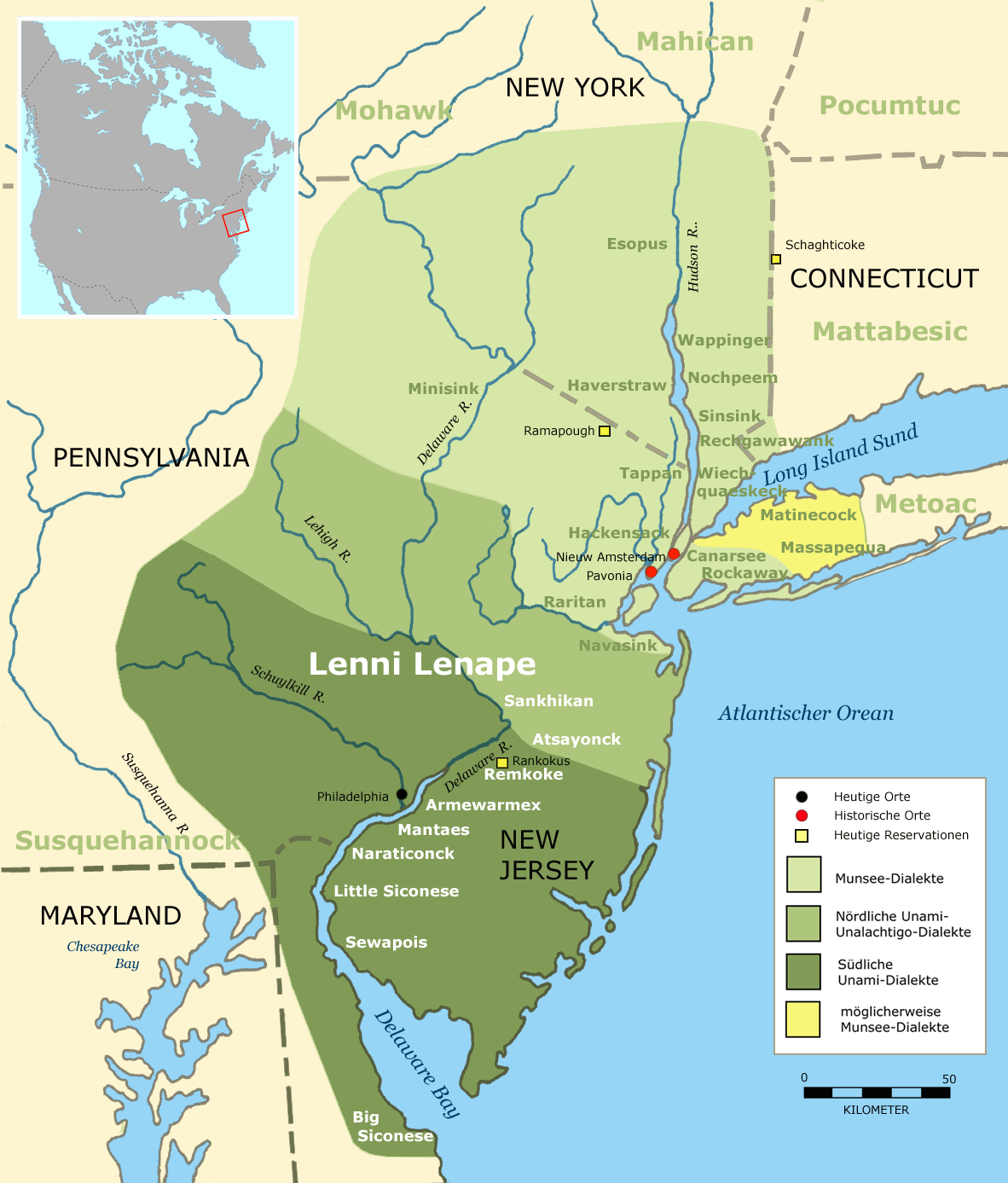
Первоначальные земли могикан (mahican) в верхнем течении Гудзона

Могика́не, махика́ны или магика́не — индейский народ, некогда крупная и могущественная конфедерация пяти индейских племён, из группы приатлантических алгонкинов в США, населявших 40 довольно крупных деревень в верховьях и по среднему течению реки Гудзон на востоке современного штата Нью-Йорк, юго-западе Вермонта, западе Массачусетса и северо-западе Коннектикута; южная граница их земель проходила по району современного города Покипси на реке Гудзон, западная — по горам Катскилл и ручью Скохари-Крик, восточная — по горам Беркшир-Хилс и Зелёным горам, а на севере их территория простиралась до озера Шамплейн. На начало ХХ века численность могикан составляла 1,5 тысячи человек. Большая часть приживала в резервации Стокбридж-Манси, на северо-востоке штата Висконсин. Могиканский язык (махикан) восточной группы алгонкинских языков утрачен в 1930-х годах, используют для общения английский язык. Основное вероисповедание - протестанты.

## История

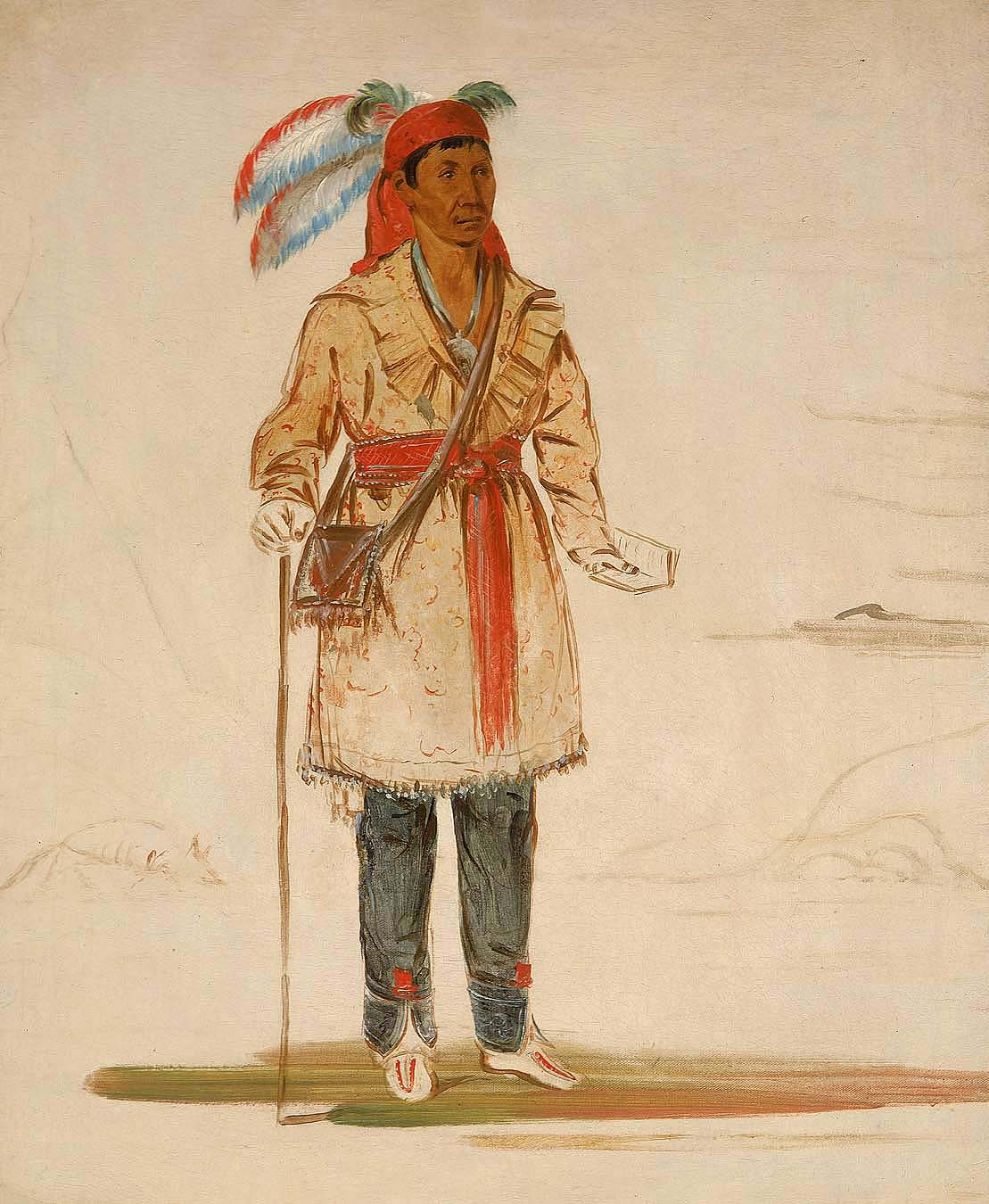
Джордж Кэтлин. Вождь могикан Ee-tów-o-kaum, Оба Берега Реки (1836)

Считается, что в 1600 году их насчитывалось до 35 тысяч человек, но уже к 1604 году население сократилось до 25 тысяч человек. Название происходит от их самоназвания Muh-he-con-neok (люди большой реки), среди голландцев и англичан они были также известны под названием «речные индейцы», а среди французов под названием «волки». Фенимор Купер упоминает о вытатуированной на груди Чингачгука и Ункаса (вождя племени мохеганы) черепахе, называя могикан родоначальниками всех индейских племен. Они занимались земледелием (выращивали кукурузу), охотой, рыболовством, собирательством и имели демократическую форму правления. Управлялись вождями, статус которых передавался по наследству, а также назначаемыми советниками. Могикане проживали в укреплённых селениях из 20-30 домов, расположенных на холмах и окружённых палисадом. Первоначально имели три матрилинейных рода: Волка, Черепахи и Индюка, каждый из которых позже разделился, и подразделения стали самостоятельными родами, но сохранили названия первоначальных родов как названия соответствующих фратрий: фратрия Волка включает четыре рода (Волка, Медведя, Собаки и Опоссума), фратрия Черепахи тоже четыре (Малой черепахи, Болотной черепахи, Большой черепахи и Жёлтого угря), а фратрия Индюка — три (Индюка, Журавля и Цыплёнка). Их главная деревня Шодак (Экскотак), где собирался совет сахемов, находилась к востоку от современного города Олбани в штате Нью-Йорк.
Первым европейцем, встретившим могикан, был Генри Гудзон (1609). С начала XVII века могикане были втянуты в торговлю мехами и вели войны с мохоками, которые в результате войны 1624—1628 годов (см. Бобровые войны) оттеснили могикан к реке Коннектикут, но позже часть могикан возвратилась на свои прежние земли. Войны с мохоками завершились было заключением длительного мира в 1664 году, но в 1669 году мохоки нанесли могиканам сокрушительное поражение при Хофманс-Ферри около нынешнего города Скенектади в штате Нью-Йорк. К 1672 году их численность упала приблизительно до 1 тысячи человек. Зимой 1690-91 годов среди них вспыхнула эпидемия оспы, а следующей зимой эта болезнь унесла жизни очень многих могикан. В противоборстве англичан и французов могикане поддерживали первых, но позже они стали на сторону американцев. В 1730 году значительная часть могикан переселилась на реку Саскуэханна в Пенсильвании, а позже в Огайо, где их деревни имелись приблизительно с 1740 по 1810 год, после чего их след там теряется, вероятно, в результате их растворения среди вайандотов (гуронов). Численность этих могикан на 1768 год оценивалась в 300 человек. Другая их часть (община хусатоник) около 1736 года была собрана в миссию около деревни Стокбридж на западе Массачусетса и с тех пор известна под названием стокбридж (Stockbridge). Эти могикане смогли сохранить свою культуру и самобытность. В XVIII веке часть могикан была обращена в христианство моравскими братьями и стала известна как моравские индейцы (Moravian). Ныне моравские индейцы живут на юге канадской провинции Онтарио и считаются принадлежащими к народу делаваров. Во время Семилетней войны, известной в Америке как Война с французами и индейцами и продолжавшейся не семь, а девять лет 1754—1763, могикане вместе с мохоками боролись на стороне англичан против французов.
Одним из известных вождей могикан был Хендрик Опомут, убедивший свой народ бороться на стороне американских штатов в Войне за независимость США. Из-за этого он сегодня почитается многими американцами. Однако его потомкам было оказано намного меньше уважения. Едва война закончилась, земли стокбриджских могикан были практически наводнены американскими поселенцами с одобрения американских властей. Поэтому стокбриджские индейцы были вынуждены покинуть эту местность и мигрировать на запад в современный штат Висконсин, куда были приглашены дружественными им ирокезами из племени онайда.
Могикан часто путают с другим алгонкинским племенем — мохеганами. В настоящее время потомки племени (под именем стокбридж) проживают в штате Висконсин к западу от залива Грин-Бей.

## В литературе
Роман американского писателя Джеймса Фенимора Купера «Последний из могикан», вышедший в 1826 году, описывает алгонкинский народ "мохегане", родственный могиканам и породивший городскую легенду о якобы полном истреблении этого индейского племени. Ошибка автора, описывающего один народ, а в названии книги указавшего родственный народ . 

## Генетические исследования
В рамках Van Gilder DNA Project было проведено генетическое исследование Y-ДНК патернальных потомков могиканского вождя Тоанука (~1695 - 1758), определившее их как носителей субклада Q-BZ4035